# Macif (IMOCA)
Pour les articles homonymes, voir Banque populaire (homonymie), SMA et Macif (homonymie).
Macif est un voilier monocoque français de course à la voile, de classe 60 pieds IMOCA (18 m), mis à l'eau le 16 août 2011. Baptisé le 18 septembre à La Rochelle, et skippé par François Gabart de 2011 à 2014, il est vainqueur en particulier du Vendée Globe 2012-2013 et de la Route du Rhum 2014. Rebaptisé SMA (avec Paul Meilhat de 2015 à 2018), il gagne à nouveau la Route du Rhum 2018. Ensuite il se nomme Banque populaire X (avec Clarisse Crémer 2019-2021). Il s'appelle maintenant Monnoyeur - Duo for a job avec Benjamin Ferré.

## Histoire

### Caractéristiques et développement

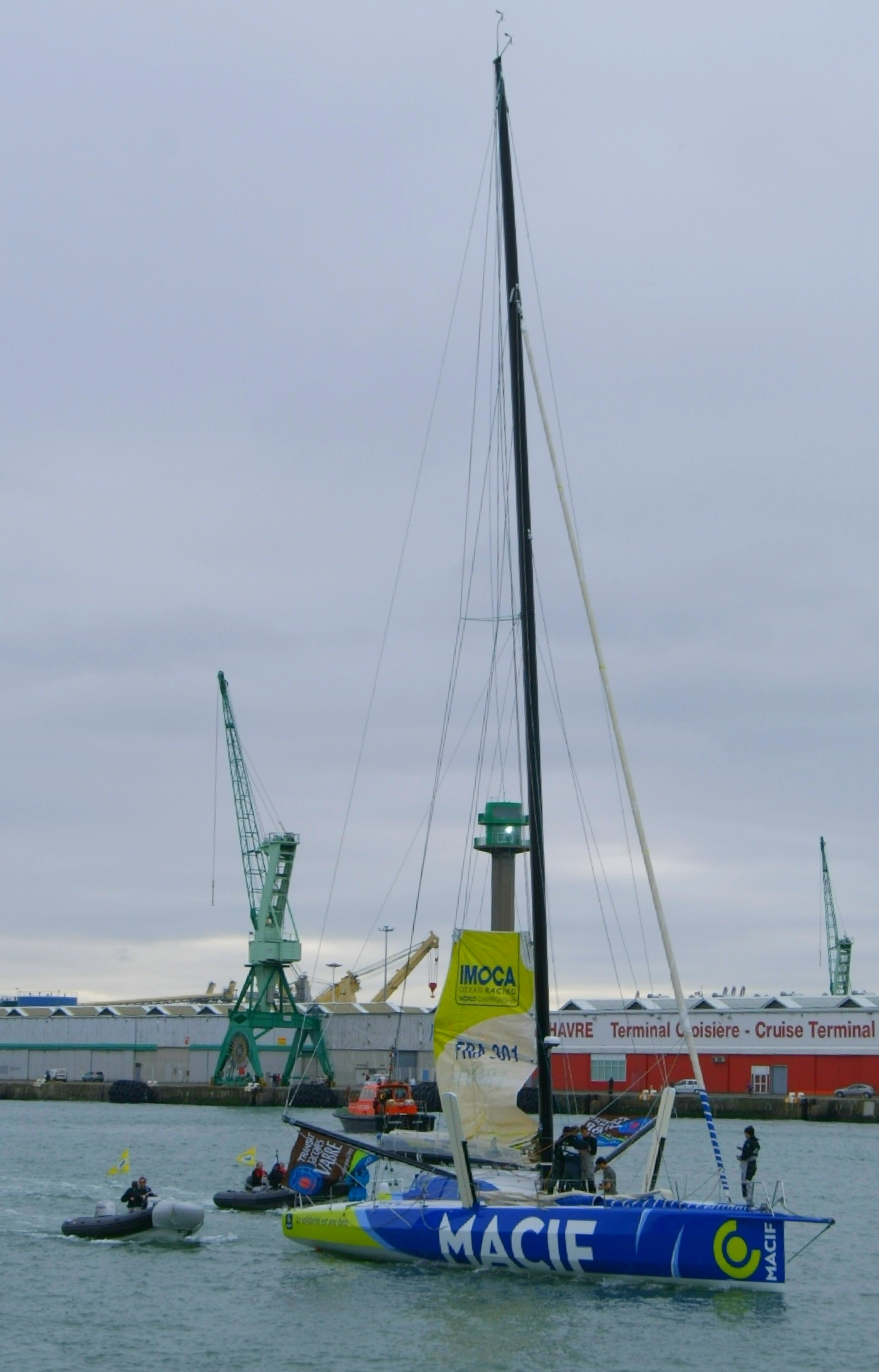
Macif après le prologue de la Transat Jacques-Vabre 2011.

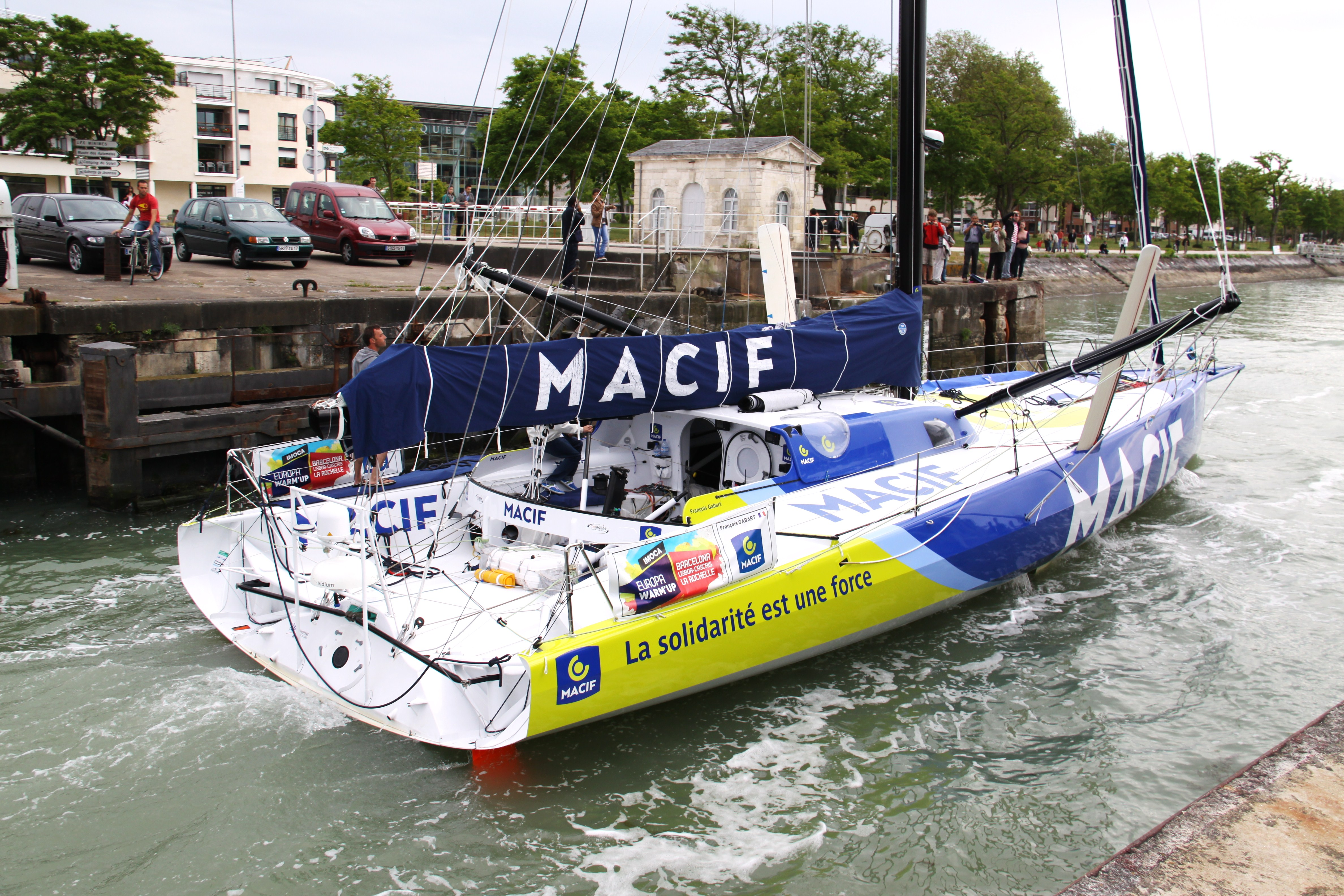
Bassin des Chalutiers de La Rochelle, lors de l’Europa Warm’ Up Race de 2012.

Macif est un voilier monocoque de classe 60 pieds IMOCA (18 m) à double dérive (sans foil) conçu par les cabinets d'architectes VPLP et Guillaume Verdier et construit en Nomex-carbone dans le moule de Foncia 2, au chantier CDK Technologies de Port-la-Forêt du Finistère en Bretagne. Il est lancé en août 2011, un an après Foncia, avec le profit des retours d'expérience des architectes et de Michel Desjoyeaux, skipper de Foncia 2 en 2010 et 2011, directeur de l'écurie Mer Agitée et mentor de François Gabart.

### Macif
Pour leur première course, Gabart et Macif terminent quatrièmes de la Transat Jacques-Vabre 2011, en double avec Sébastien Col, puis remportent la Transat B to B, épreuve « retour » de la Jacques-Vabre et qualificative pour le Vendée Globe 2012-2013.
Dès le départ du Vendée Globe dont il est l'un des favoris, Gabart s'installe dans le groupe de tête. Il bat à deux reprises le record de distance à la voile en 24 heures en solitaire sur monocoque : une première fois le 30 novembre (482,91 milles (894,3 km) à la vitesse moyenne de 20,1 nœuds) puis le 10 décembre (545,3 milles à 22,72 nœuds de moyenne).

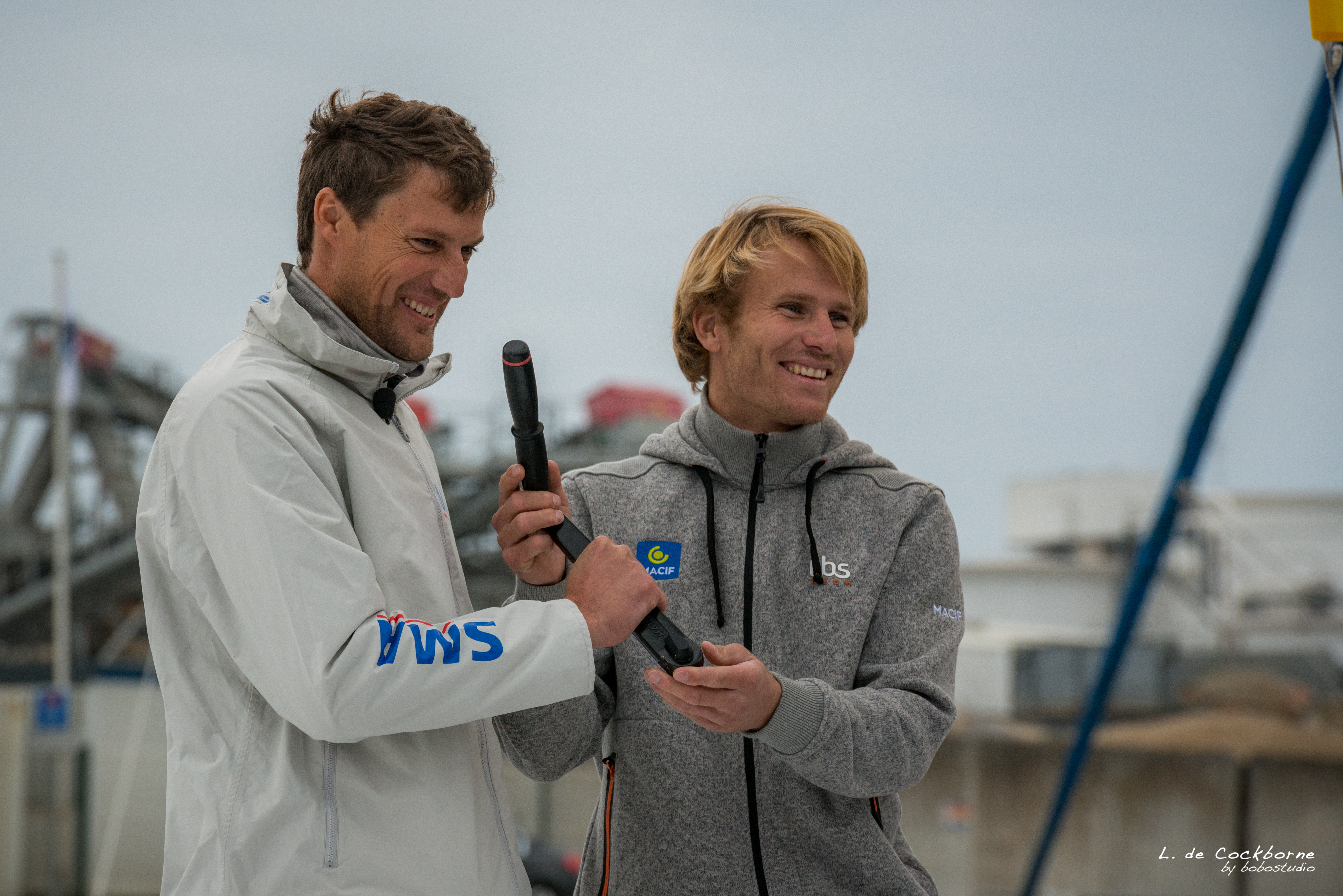
François Gabart et Paul Meilhat, au Vendée Globe 2016-2017.

Au coude à coude avec Armel Le Cléac'h à bord de l'ancien Foncia 2 rebaptisé Banque populaire, Gabart remporte la 7e édition du Vendée Globe le 27 janvier à 15 h 19 après 78 jours et 2 h 16 de course, devenant à 29 ans le plus jeune vainqueur de l'épreuve et établissant un nouveau record, en bouclant la circumnavigation en solitaire et sans escale en six jours de moins que Michel Desjoyeaux lors de l'édition 2008-2009.
Macif embarque François Gabart et Michel Desjoyaux pour la Transat Jacques-Vabre 2013. Alors qu'ils menaient la flotte des IMOCA, ils démâtent au large du Brésil, à trois jours de l'arrivée à Itajaí.
Gabart remporte le 14 novembre 2014 la Route du Rhum 2014 dans la catégorie IMOCA, en établissant là aussi un nouveau record de l'épreuve de sa catégorie en 12 jours 4 h et 38 min 55 s. Il bat de plus de sept heures le record établi en 2006 par Roland Jourdain.

### SMA

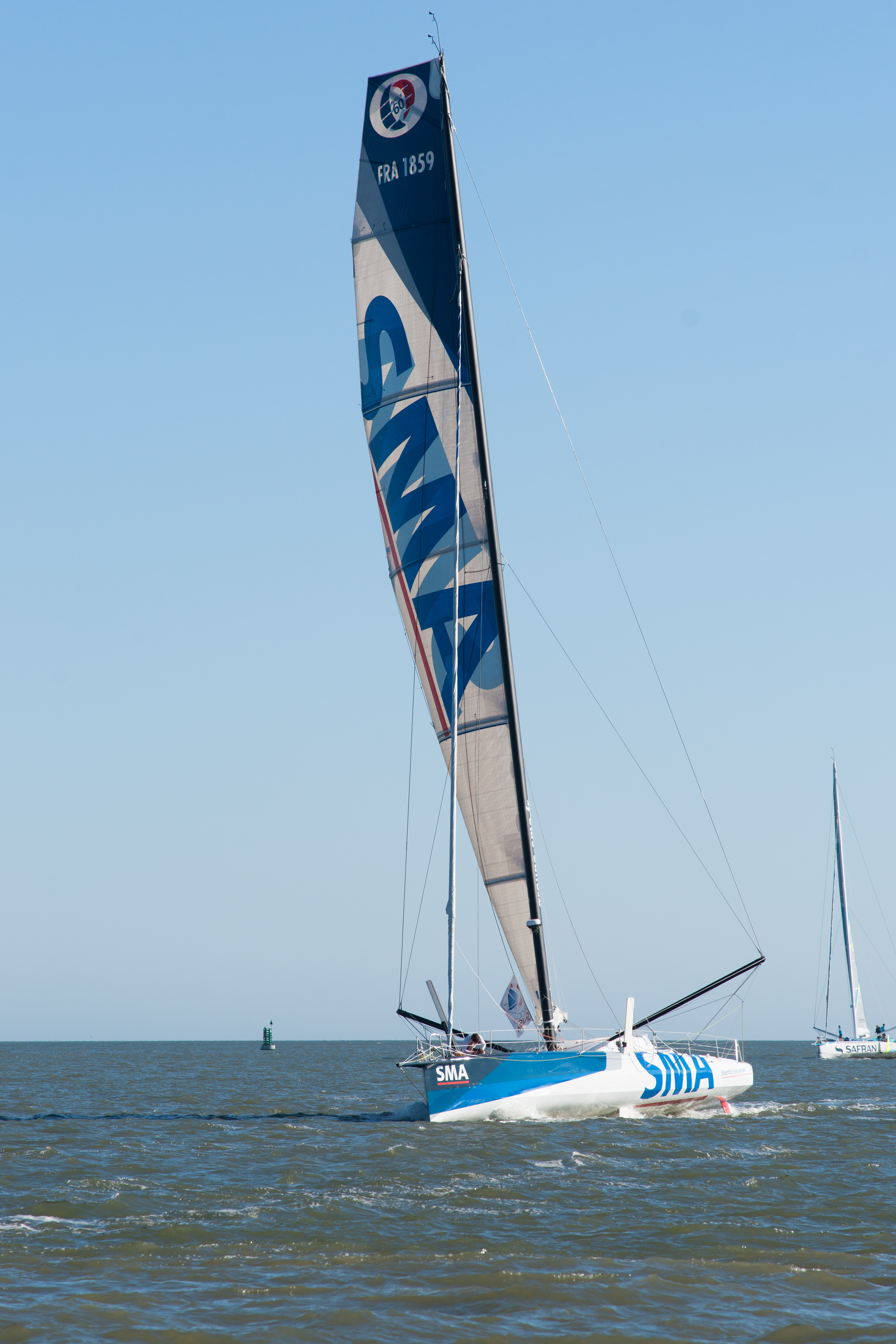
SMA avant le départ du Record SNSM 2015.

Après cette victoire, Macif est vendu à Mer Agitée, l'écurie de Michel Desjoyeaux, et loué au groupe d'assurances SMA pour préparer le Vendée Globe 2016-2017 avec le skipper Paul Meilhat. Le voilier sera remis à l'eau le 30 mars, n'ayant subi que de légères modifications depuis la Route du Rhum. Comme son prédécesseur, Meilhat profitera des conseils de Michel Desjoyeaux au début de la saison 2015.

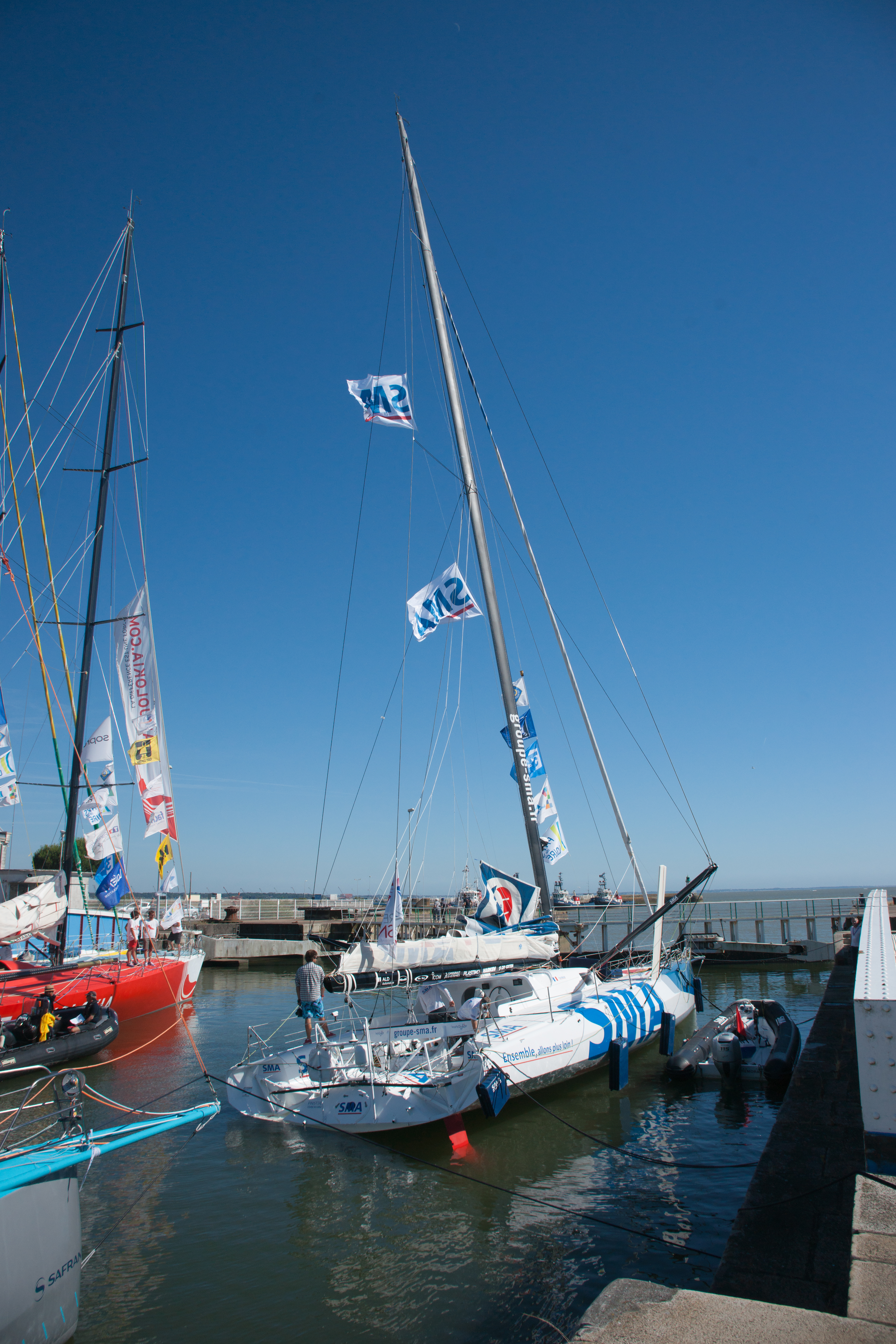
Record SNSM 2015

Pour sa première course en IMOCA, Paul Meilhat remporte le Record SNSM, qu'il court avec « le Professeur » le 23 juin 2015, en 37 heures, 4 minutes et 23 secondes. Le duo est contraint d'abandonner dans la Fastnet Race alors qu'ils étaient en tête (non-respect des marques de parcours) puis dans la Transat Jacques-Vabre 2015 en raison de l'arrachement d'une partie du voile de quille. Le 60 pieds arrive à Pointe-à-Pitre en Guadeloupe après neuf jours de convoyage à petite allure et la réparation est achevée le 16 novembre.
Le 6 décembre 2015, SMA prend le départ de la Transat B to B Saint-Barth - Port-la-Forêt. À la suite de la blessure et de l'hélitreuillage de Paul Meilhat le 15 décembre au large des Açores, le monocoque est laissé à l'abandon. Après trois semaines de dérive et trois tentatives de récupération, deux membres de l'équipe parviennent à monter à bord au large de l'Irlande le 5 janvier 2016 pour le ramener vers la terre ferme.
Le 21 décembre 2016, alors qu'il est en troisième position du Vendée Globe 2016-2017, le vérin de la quille pendulaire saute, privant Paul Meilhat de la possibilité de la régler. Le skipper se déroute alors vers le nord et abandonne le 25 décembre, en route vers Tahiti, qu'il atteint le 29.

### Banque populaire X

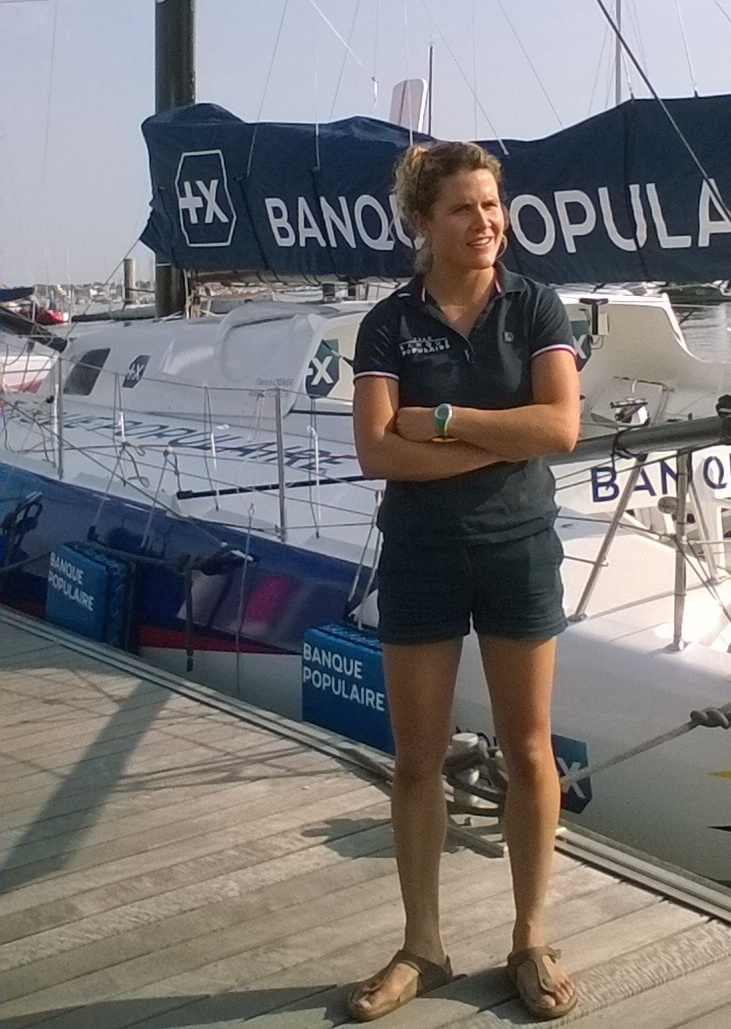
Banque populaire X du Team Banque populaire, et sa skipper Clarisse Crémer en 2019

Le voilier est remis à l’eau le 24 juin 2019, après 5 mois de rénovation au chantier naval de Lorient, dans sa configuration à deux dérives sans foil d'origine,, par le Team Banque populaire, barré par Clarisse Crémer. 
La skipper et son monocoque terminent à la 6e place de l'édition Transat Jacques-Vabre 2019, en duo avec son coach-co-skipper champion du monde IMOCA Armel Le Cléac'h (skipper du prochain maxi-trimaran-hydroptère Classe Ultime Banque populaire XI de 2021). Afin de maximiser son expérience avec le voilier en vue de son premier Vendée Globe de l'année suivante (en tant que favorite des voiliers à dérives non-foiler) la navigatrice effectue sa première transatlantique en solitaire avec le monocoque en reliant Salvador de Bahia au Brésil et Lorient, avant de finir à la 12e place du Vendée Globe 2020-2021 (record féminin du Vendée Globe en 87 j 02 h 24 min 25 s).

### Benjamin envoie le pépin

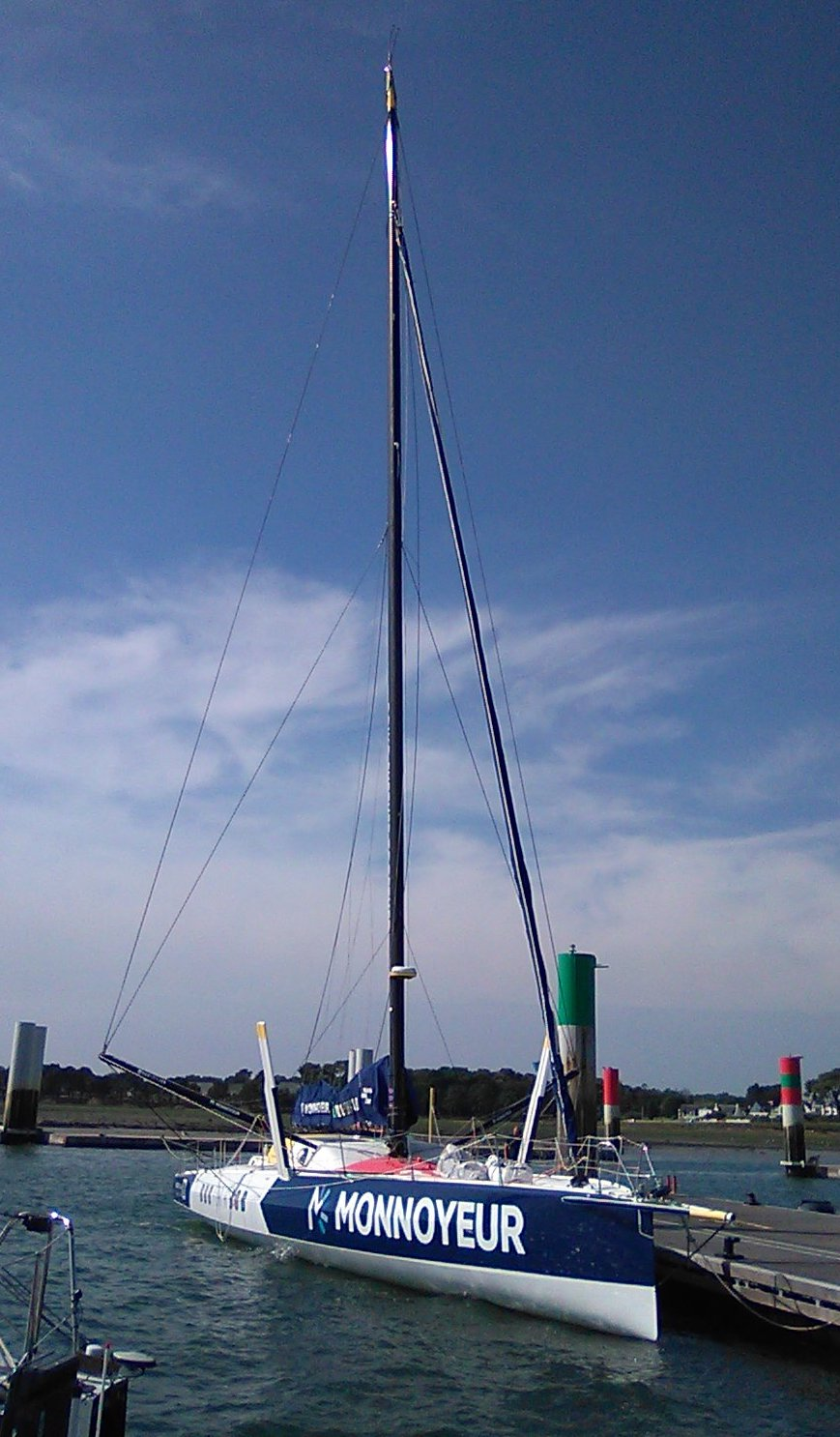
Monnoyeur-Duo for a job au Défi Azimut 2022.

Après le Vendée Globe, l'Imoca est vendu à Benjamin Ferré, qui le rebaptise Benjamin envoie le pépin. En mai 2022, il se classe 11e sur 24 dans la Bermudes 1000 Race.

### Monnoyeur-Duo for a job
Ferré trouve alors un partenaire : Monnoyeur, groupe de services pour entreprises. Le bateau devient Monnoyeur-Duo for a job. En juin 2022, Ferré s'aligne au départ de la Vendée-Arctique. C'est sa deuxième course en Imoca. Il réalise une très belle prestation. Il est en tête pendant 48 heures, devant les foilers de Charlie Dalin, Jérémie Beyou et Thomas Ruyant. Il termine 4e sur 25, 1er bizuth et 1er bateau à dérives droites. En septembre, dans le Défi Azimut, il termine 11e sur 24 des 48 Heures Solo et 1er sur 27 du Tour de Groix.

## Palmarès

### Macif- François Gabart
- 2011 :
  - vainqueur de la  Transat B to B
  - 4e de la Transat Jacques-Vabre, en double avec Sébastien Col
- 2013 : vainqueur du Vendée Globe, nouveau record de l'épreuve en 78 jours 2 heures 16 minutes et 40 secondes
- 2014 : vainqueur de la Route du Rhum, nouveau record de l'épreuve en 12 jours 4 heures 38 minutes et 55 secondes

### SMA- Paul Meilhat
- 2015 :
  - vainqueur du Record SNSM, en double avec Michel Desjoyeaux, en 37 heures, 4 minutes et 23 secondes.
  - abandon dans la Transat Saint Barth-Port la Forêt (blessure)
- 2016 :
  - 4e de la Transat anglaise
  - 4e de la Transat New York-Vendée - Les Sables-d'Olonne
  - abandon dans le Vendée Globe 2016-2017 (avarie de quille)
- 2017 :
  - vainqueur de la Rolex Fastnet Race, en double avec Gwénolé Gahinet
  - 2e de la Transat Jacques Vabre
- 2018 :
  - vainqueur de la Bermudes 1000 Race
  - vainqueur de la Route du Rhum - Destination Guadeloupe en 12 jours, 11 heures, 23 minutes et 18 secondes ; 6e au classement général

### Banque populaire X- Clarisse Crémer
- 2019 :
  - 3e de la Fastnet Race, en double avec Armel Le Cléac'h
  - 6e de la Transat Jacques-Vabre 2019, en double avec Armel Le Cléac'h
- 2020 :
  - 12e de la Vendée-Arctique-Les Sables-d'Olonne
- 2021 :
  - 12e du Vendée Globe 2020-2021 (record féminin du Vendée Globe en 87 j 02 h 24 min 25 s).

### Benjamin envoie le pépin- Benjamin Ferré
2022. 11e sur 24 de la Bermudes 1000 Race

### Monnoyeur-Duo for a job- Benjamin Ferré
- 2022 :
  - 4e sur 25 de la Vendée-Arctique[35]
  - 11e sur 24 des 48 Heures Solo du Défi Azimut[34]
  - 1er sur 27 du Tour de Groix du Défi Azimut[34]

- 2025 : 
  - 16e sur 40 du Vendée Globe en 84 jours 23 h 19 min 39 s (1er bateau à dérives droites)[36]